# 月宫桌球
《月宫桌球》是一个粗略地模仿桌球的游戏，同时结合了迷你高尔夫球的特点，由Compile为FC游戏机制作，每关都是不同形状的球台。目的是使用主球把每个球敲进洞。有60关可供选择，而且桌面摩擦力可调。 
在日本此游戏名为“Lunar Ball”。此版本往往出现在FC山寨机和盗版合辑游戏卡，如Power Player Super Joy III。2007年10月22日，在北美Virtual Console发布Wii版。

## 玩法
《月宫桌球》有不同形状的桌面，玩家需要打主球以撞击彩球进洞。如果玩家连续三次没有把彩球打进洞，就会失去一条命。如果玩家把主球打进洞，同样会失去一条命。
当一个玩家在一局中连续的把彩球打进洞而没有一次失败，将会得到一个“Perfect!”奖章，同时会在总分中加分。

月宫桌球的最后一关

## 模式
《月宫桌球》可以单人玩，双人对战，也可以人机对战。当双人或人机对战时，玩家轮流打主球。如果一个玩家没有把彩球打进洞或者把主球打进洞，则轮到对手打球。